# Houtz Bank
Die Houtz Bank (englisch) ist eine submarine Bank im antarktischen Rossmeer. Sie liegt vor dem Rand des Ross-Schelfeises.
Das New Zealand Antarctic Place-Names Committee benannte sie nach dem Geophysiker Robert E. Houtz vom Lamont-Doherty Earth Observatory der Columbia University, der von den 1960er bis in die 1980er Jahre als einer der Ersten geophysikalische Untersuchungen im Gebiet des Rossmeers und anderer Teile des Südlichen Ozeans durchgeführt hatte.